# Afton (New York)
Afton è una cittadina nella contea di Chenango, nello stato di New York, Stati Uniti.  Fondata nel 1892, contava 2 371 abitanti nel censimento del 2010.

## Geografia fisica

### Territorio
Afton si trova nell'angolo sud est della contea, sulla sponda occidentale del fiume Susquehanna, fra le città di Oneonta e Binghamton. A nord confina con la città di Bainbridge, a est con la contea di Delaware e a ovest e a sud con la contea di Broome.

### Clima
La regione in cui sorge Afton è caratterizzata da un clima continentale umido, con significative escursioni termiche stagionali che portano a estati calde e inverni rigidi.
| Dati climatici      | Mesi  | Mesi  | Mesi | Mesi | Mesi | Mesi | Mesi | Mesi | Mesi | Mesi | Mesi | Mesi | Stagioni | Stagioni | Stagioni | Stagioni | Anno  |
| Dati climatici      | Gen   | Feb   | Mar  | Apr  | Mag  | Giu  | Lug  | Ago  | Set  | Ott  | Nov  | Dic  | Inv      | Pri      | Est      | Aut      | Anno  |
| ------------------- | ----- | ----- | ---- | ---- | ---- | ---- | ---- | ---- | ---- | ---- | ---- | ---- | -------- | -------- | -------- | -------- | ----- |
| T. max. media (°C)  | −0,6  | 0,9   | 6,4  | 13,5 | 20,2 | 24,7 | 27,2 | 26,1 | 21,5 | 15,7 | 8,3  | 2,1  | 0,8      | 13,4     | 26,0     | 15,2     | 13,8  |
| T. min. media (°C)  | −11,6 | −11,1 | −5,9 | −0,2 | 5,7  | 10,6 | 12,9 | 12,6 | 8,2  | 2,0  | −2,2 | −7,5 | −10,1    | −0,1     | 12,0     | 2,7      | 1,1   |
| Precipitazioni (mm) | 71    | 60    | 78   | 88   | 95   | 105  | 94   | 94   | 92   | 88   | 91   | 76   | 207      | 261      | 293      | 271      | 1 032 |

## Origini del nome
Il nome della città nasce da Afton Water, un piccolo fiume che scorre adiacente alla parrocchia di New Cumnock, nello Ayrshire, Scozia. Il fiume è presente nelle opere del poeta Robert Burns.

## Storia
I primi insediamenti nell'area di Afton risalgono al 1786 quando la famiglia di Elnatàn Bush si stabilì dove oggi sorge il villaggio di Afton. Nello stesso anno vi fu la prima nascita: William Bush. La famiglia restò fino al 1890. Si susseguirono altre famiglie di coloni e nel 1802, il reverendo Daniel Buck, fondò la prima chiesa.
Negli anni successivi, Afton cresce attorno all'allevamento di capi per la produzione di latte. Nei primi anni della sua storia, quando i trasporti erano prevalentemente effettuati dai cavalli, ad Afton erano fiorenti i caseifici per la trasformazione del latte in burro o formaggio. Con l'avvento di mezzi per il trasporto più efficienti (treni), Afton ha incrementato l'esportazione diretta della materia prima, demandandone la trasformazione ad altri mercati. Ciò ha comportato una diminuzione dei caseifici ma l'aumento del bestiame.
La crescita esponenziale nell'utilizzo del trasporto su gomma ha avuto forti impatti sulla città di Afton. La stazione ferroviaria è stata dismessa e l'interstatale 88 (costruita negli anni '60) ha attraversato varie proprietà, dividendole, producendo come effetto la diminuzione della produzione di latte.

## Monumenti e luoghi d'interesse

### Architetture civili
La cittadina di Afton e il villaggio di Afton (che sorgono sulle rive opposte del fiume Susquehanna) erano collegate da un ponte sospeso considerato una delle strutture più belle dello Stato. Costruito nel 1868 da G.W. & J.V.V. Fisher e James Crowell, aveva una campata sospesa di 110 metri sostenuta da sei cavi collegati a due torri per lato alte 10 metri. Nel XX secolo è stato sostituito da un ponte più moderno, ma esistono molte foto e cartoline che ritraggono il caratteristico ponte sospeso di Afton.

### Aree naturali
I confini della comunali di Afton abbracciano (non interamente ma per un consistente numero di acrii) due aree verdi che sono riserve naturali dello Stato. La più grande è la Melondy Hill State Forest che si trova a ovest rispetto alla città, sulle colline appena a sud del corridoio fra interstatale 88 e la valle del fiume Susquehanna. La foresta ha un'estensione di 5417 acrii (22 km²) in cui si possono praticare attività di escursionismo, campeggio, motoslitta, sci di fondo (nei periodi invernali), ed equitazione. La seconda area verde è la Oak Ridge State Forest che trova a nord-est rispetto ad Afton, su una collina che si interrompe bruscamente con un burrone di 90 metri sul lato orientale scavato un torrente. L'area protetta ha una superficie di 578 acrii (2 km²).
Sebbene entrambe siano aree naturalistiche, è consentita la caccia e la pesca.
La flora delle due aree naturalistiche è composta principalmente da: larice, abete rosso, quercia rossa, castagno, quercia bianca, faggio americano.

## Società
La forza lavoro è di 2 371 persone (dati stimati) e il 11,9% risulta avere un reddito al di sotto della soglia di povertà (reddito pro capite medio: 16 239 dollari).

### Evoluzione demografica
Afton ha una popolazione residente di 2 851 persone. Di questi 1 404 sono di sesso maschile e 1 447 sono di sesso femminile.

### Etnie e minoranze straniere
La prevalenza è di etnia bianca (98,5%) seguiti da nativi americani (1%), afroamericani (0,9%) e asiatici (0,5%).

### Religione
Joseph Smith, il fondatore del mormonismo, ha vissuto ad Afton nei primi anni della sua carriera da profeta frequentando le scuole della città, sposando Joseph Smith nel 1897.

## Cultura

### Istruzione

#### Biblioteche
La biblioteca di Afton, gestita da Ramona Bogart, organizza sovente eventi culturali, specialmente rivolti ai bambini e sempre gratuiti, coadiuvati da raccolte fondi per la scuola, nel programma di ampia conoscenza intrapreso dalla città.

#### Scuole
Fin dalla sua fondazione, Afton ha dedicato fondi e personale qualificato nell'istruzione, preparando i propri studenti agli elevati standard delle università dello Stato di New York, miscelando tradizione e innovazione. La sovrintendenza delle scuole di Afton è assegnata a Elizabeth Briggs. La presidenza della scuola elementare alla signora Carsello e quella delle scuole medie e superiori al signor Glover. Nell'anno scolastico 2016-2017 sono stati assunti sette nuovi dipendenti.
Le strutture del distretto scolastico sono mantenute costantemente aggiornate. Nel 1991 è stata inaugurata la nuova ala delle scuole elementari e nel 2001 si sono avviati i lavori per l'auditorium, la palestra, la biblioteca e la rimodernizzazione dei campi sportivi.
Il distretto di Afton si nomina come: ROCKS, acronimo di: Respect, Opportunity, Citizenship, Kindness, Safety. (Rispetto, Opportunità, Cittadinanza, Gentilezza, Sicurezza).

## Geografia antropica

### Suddivisioni amministrative
All'interno dei confini di Afton, sulla sponda opposta del fiume Susquehanna, si trova il villaggio di Afton che conta 836 abitanti. Il villaggio di Afton gode di una relativa indipendenza dal resto della cittadina ed è amministrato dal sindaco Girard Matthews.

## Economia
Afton continua nella sua tradizione agricola, l'allevamento e la produzione di latte, ma è cresciuta nel turismo offrendo molti negozi, locali caratteristici e ampi spazi immersi nel verde.